# Адалберт I фон Гамертинген
Адалберт I фон Гамертинген (на немски: Adalbert I von Gammertingen; † пр. 13 октомври 1150 като монах) от благородничексия род фон Гамертинген е граф на Гамертинген (1113), граф на Ахалм (при Ройтлинген) и Хетинген (в днешен Баден-Вюртемберг) от 1134 – 1142 г., монах в Цвифалтен (1138 – 1139).

## Биография
Той е вторият син на граф Улрих I фон Гамертинген († 1110) и съпругата му Аделхайд фон Дилинген († 1141), дъщеря на граф Хартман I фон Дилинген († 1120/1121) и наследничката Аделхайд фон Винтертур-Кибург († 1118/1125). Брат е на Улрих II фон Гамертинген († 18 септември 1150 като монах в Цвифалтен), 1116 граф на Гамертинген, 1134 и 1137 г. граф на Ахалм, фогт на манастир Санкт Гален, женен за принцеса Юдит фон Церинген († 1144), дъщеря на херцог Бертхолд II фон Церинген.
Първата резиденция на фамилията е построеният от 1050 до 1100 г. замък Балденщайн при Гамертинген. Ок. 1150 г. замъкът Гамертинген изгаря и не се построява отново. Ок. 1120 г. се започва строежа на втори замък над селото Хетинген (Хатинген) и те веднага се наричат също „Графове фон Гамертинген-Хетинген“. През 1134 г. фамилията получава собствеността и титлата на по-ранните „графове фон Ахалм“. През 1138 г. фамилията е собственик също на Нойфрас (Нуфирон). Ок. 1150 г. замъкът Гамертинген изгаря и не се построява отново. До изчезването на фамилията през началото на 13 век те имат титлата „Графове фон Ахалм-Хетинген“.
Фамилията е наследена през началото на 13 век от графовете на Феринген и от господарите фон Нойфен. През 1806 г. територията отива към княжество Хоенцолерн-Зигмаринген.
Гробницата на фамилията е намерена през 1983 г. в църквата Св. Михаелис в Гамертинген.

## Фамилия
Адалберт I фон Гамертинген се жени за Аделхайд († 9 януари). Те имат децата:
- Адалберт II фон Ахалм-Хетинген († 12 септември пр. 1172), граф на Гамертинген, 1161 г. граф на Ахалм (при Ройтлинген) и Хетинген, женен за Аделхайд/Мехтилд вер. фон Хетинген, баща на
  - Аделхайд фон Гамертинген († 10 март сл. 1208), омъжена пр. 1167 г. за Бертхолд I фон Вайсенхорн-Нойфен († 1221), граф на Вайсенхорн, Нойфен, Ахалм (при Ройтлинген) и Хетинген.
- Аделхайд фон Хетинген († сл. 1135), монахиня в Цвифалтен.

## Галерия
- Дворецът и град Гамертинген (1717)
- Замък и град Хетинген (1717)
- Замък Ахалм
- Останки от замък Ахалм